# Halowe Mistrzostwa Europy w Lekkoatletyce 2021 – sztafeta 4 × 400 m mężczyzn
Sztafeta 4 × 400 metrów mężczyzn – jedna z konkurencji biegowych rozgrywanych podczas halowych lekkoatletycznych mistrzostw Europy w hali Arena Toruń w Toruniu. Tytułu mistrzowskiego sprzed dwóch lat nie obronili reprezentanci Belgii.

## Terminarz
| Data    | Godzina |       |
| ------- | ------- | ----- |
| 7 marca | 18:57   | Finał |

## Rekordy
Tabela prezentuje halowy rekord świata, rekord Europy w hali, rekord halowych mistrzostw Europy, a także najlepsze osiągnięcia w hali na świecie w sezonie 2021 przed rozpoczęciem mistrzostw.
|                                               | Reprezentacja                                                                  | Wynik   | Miejsce         | Data                |
| --------------------------------------------- | ------------------------------------------------------------------------------ | ------- | --------------- | ------------------- |
| Rekord świata                                 | Texas A&M Ilolo Izu, Robert Grant Devin Dixon, Mylik Kerley                    | 3:01,51 | College Station | 10 marca 2018(dts)  |
| Rekord Europy                                 | Polska · Karol Zalewski, Rafał Omelko · Łukasz Krawczuk, Jakub Krzewina        | 3:01,77 | Birmingham      | 4 marca 2018(dts)   |
| Rekord mistrzostw Europy                      | Belgia · Julien Watrin, Dylan Borlée · Jonathan Borlée, Kévin Borlée           | 3:02,87 | Praga           | 8 marca 2015(dts)   |
| Najlepszy wynik na świecie w 2021 roku (hala) | Tennessee Sebastian Cooper, Christopher Bailey Emmanuel Bynum, Jonathan Sacoor | 3:05,07 | Fayetteville    | 27 lutego 2021(dts) |

## Rezultaty

### Finał
| Poz. | Reprezentacja   | Zawodnicy                                                       | Czas    | Uwagi |
| ---- | --------------- | --------------------------------------------------------------- | ------- | ----- |
| 01 ! | Holandia        | Jochem Dobber Liemarvin Bonevacia Ramsey Angela Tony van Diepen | 3:06,06 | EL    |
| 02 ! | Czechy          | Vít Müller Pavel Maslák Michal Desenský Patrik Šorm             | 3:06,54 |       |
| 03 ! | Wielka Brytania | Joe Brier Owen Smith James Williams Lee Thompson                | 3:06,70 |       |
| 4.   | Belgia          | Alexander Doom Jonathan Borlée Dylan Borlée Kévin Borlée        | 3:06,96 |       |
| 5.   | Włochy          | Edoardo Scotti Robert Grant Brayan Lopez Vladimir Aceti         | 3:07,37 |       |